# مورن دیابلوتینز
مورن دیابلوتینز (به لاتین: Morne Diablotins) یک کوه در دومینیکا است که در دومینیکا واقع شده است. مورن دیابلوتینز ۱٬۴۴۷ متر بالاتر از سطح دریا واقع شده است.